# خون‌بس
خون‌بَس رسمی است که در گذشته مردم استان‌های خوزستان،بوشهر، کهگیلویه و بویراحمد و لرستان برای جلوگیری از ادامهٔ جنگ و دعوا و پایان‌دادن به قتل، کشتار و اصلاح روابط خانواده‌ها به آن مبادرت می‌ورزند. در این رسم حضور ریش سفید اقوام اجبار است.

## گسترهٔ رواج
اجرای این رسم تنها مختص به جغرافیا و فرهنگ مردم ساکن در استان کهگیلویه و بویراحمد نبود؛ خون‌بس در میان همهٔ اقوام و طوایف ساکن در جغرافیای ایران از مردم استان‌های لرستان، سیستان و بلوچستان، چهارمحال و بختیاری، ایلام، کردستان، کرمانشاه، تا بخش‌هایی از فارس، بوشهر، گلستان، خوزستان و کرمان رایج بود.
در کشورهای دیگر مانند پاکستان این رسم با عنوان ونی یا سوارا، در افغانستان به نام بددادن، در ترکیه به نام کان بردل و در عراق به اسم فصل شناخته می‌شود.

## زمینه
همانند دیگر طوایف و اقوام، در بین بختیاری‌ها نیز درگیری‌هایی رخ می‌داد که گاهی بسیار شدید بوده و منجر به کشته‌شدن افرادی نیز می‌گردید. این کشته‌شدن سبب کینهٔ بیشتر شده و خانوادهٔ مقتول برای انتقام‌گرفتن اقدام به قتل یکی از نزدیکان قاتل کرده و این قضیه برای مدت طولانی ادامه می‌یافت. برای جلوگیری از تداوم این کار، بزرگان طوایف دیگر جمع شده و سران دو طایفه‌ای را که با هم اختلاف داشتند با هم آشتی می‌دادند. برای تحکیم حالت صلح، معمولاً دختر فرد قاتل یا یکی از بستگان نزدیک او را به عقد پسر مقتول درمی‌آوردند تا غائله پایان یابد. به این جهت به این نوع ازدواج خون بس می‌گفتند.

## تفاوت در آیین‌ها و نحوه
شیوهٔ اجرای این رسم در میان طوایف و اقوام مختلف متفاوت است؛ در میان اعراب خوزستان، چهار زن به عنوان «دیه» به طایفه مقتول داده می‌شود؛ یک زن به خانوادهٔ مقتول و سه زن دیگر به بقیهٔ طایفه. در عشایر بختیاری و لر در ازای هر مقتول یک زن، به‌علاوهٔ زمین و گاه مقداری پول پرداخت می‌شود. در میان اعراب زنی که به عنوان خون‌بس می‌رود «فصلیه» نام دارد که حق و حقوق چندانی ندارد؛ حق طلاق و شیربها ندارد و تنها از طرف شوهر برای او مهریه‌ای تعیین می‌شود. در خون‌بس حتی ممکن است دختری که به خون‌بها می‌دهند حتی یک‌ساله باشد و متعهد می‌شوند که وقتی به سن بلوغ رسید، او را به عقد خانوادهٔ مقتول درآورند.
در مراسم خون‌بس، قرآنی توسط ریش‌سفیدان وسط گذاشته و قاتل بخشیده می‌شد. خانواده قاتل نیز هدایایی برای خانواده مقتول می‌آوردند که با آیین خاصی این هدایا پذیرفته می‌شد.

## انتقادها
این دختر در زندگی خود همیشه مورد آزار خانوادهٔ شوهرش قرار داشت و از کمترین حقوق معمول نیز، بی‌بهره بود به طوری که سرنوشت این‌گونه زنان در بین بختیاری‌ها به صورت ضرب‌المثل درآمده‌است. پس از پذیرش خون بس از جانب طرفین، نامه‌ای هم نوشته می‌شد که دو طرف آن را تأیید می‌کردند.
خون‌بس به دلیل ازدواج اجباری که در آن اتفاق می‌افتاد امروزه منسوخ شده اما از طرف دیگر به دلیل جلوگیری از ادامه خونریزی اقدام کارسازی بوده‌است. با این وجود، با توجه به رواج سنت‌ها و شیوهٔ زندگی ایلیاتی و طایفه‌ای در بخش‌هایی از این استان، هنوز این رسم هرچند به‌ندرت و کم اما در میان برخی طوایف اجرا می‌شود. با این وجود، این رسم، سنتی ضدزن است.

## نظرات
- برخی از «خون‌بس» به عنوان سنتی پسندیده یاد می‌کنند؛ به عنوان مثال، در «تارنمای موعظهٔ نقادانه حزب‌الله وابسته به ستاد مرکزی حزب‌الله» از خون‌بس به عنوان سنت اسلامی یادشده و این موارد به عنوان مزیات این رسم ذکر شده‌است: «رهیافت تربیت و اصلاح اسلامی به جای مجازات مجرم، اصلاح و تربیت مجرم به جای مجازات و نابودی مجرم، عفو مجرم توسط سنت خون‌بس به مثابهٔ نماد همبستگی دینی و محیطی، تجدید سنت‌های حسنهٔ بومی، راهکار زیرکانهٔ شوراهای حل اختلاف منطقه، لیاقت و مدیریت روحانیت دستگاه قضایی منطقه و استفاده از مسجد به‌عنوان مرکز اجتماعی»[۳]
- رئیس دادگستری شوش، خون‌بس را یک «اثر فاخر اجتماعی» نامیده و اعلام کرده‌است که اجرای آن، الزاماً «زندگی زن را نابود نمی‌کند که بگویند مسئله حقوق‌بشری است.»[۱۰]
- سید علی خامنه‌ای، رهبر جمهوری اسلامی، در رابطه به خون‌بس اعلام کرده‌است که «اگر بخواهند دختر را به این کار مجبور کنند، خلاف شرع و خلاف احکام اسلامی است. البته یک‌وقت از خود دختر اجازه می‌گیرند؛ این اشکالی ندارد.»[۱۰][۱۱]
- الهام آزاد، نمایندهٔ دورهٔ یازدهم مجلس، خون‌بس را «نماد صلح» دانست و ضد زن بودن آن را رد کرد.[۱۰]
- طیبه سیاوشی، نمایندهٔ سابق مجلس، معتقد است که «خون‌بس نه سنت است و نه نماد صلح؛ نوعی ناهنجار اجتماعی‌ست که به‌جای ثبت ملی آن، باید ریشهٔ آن را خشکاند. راه جلوگیری از کینه‌توزی طوایف در ایران امروز، مبادلهٔ زنان و دختران نیست. بلکه استقرار نهادهای مدنی، تقویتِ سمن‌ها برای آموزش و تأمینِ امنیت اجتماعی در نقاط خارج از مرکز است.»[۱۰]